# Drapeau du pays de Galles
Le drapeau du pays de Galles représente un dragon ailé quadrupède rouge sur un fond blanc et vert.
C'est le drapeau officiel du pays de Galles depuis 1959, mais le dragon rouge (y Ddraig Goch en gallois) est lié au pays depuis des siècles. Les couleurs blanche et verte symbolisent la maison Tudor, dynastie d'origine galloise qui occupe le trône anglais de 1485 à 1603.

## Histoire

### Les origines du dragon rouge
Un dragon rouge est utilisé comme symbole des Bretons insulaires ou des Gallois dès le Moyen Âge dans la littérature galloise. La Historia Brittonum, compilée au IXe siècle, raconte l'histoire du roi Vortigern et d'une forteresse qu'il ne parvient pas à édifier en raison de la lutte souterraine entre deux dragons. Le jeune Ambrosius explique au roi que le dragon rouge représente les Bretons et le blanc, les Anglo-Saxons ; il prédit que les premiers finiront par chasser les seconds de Grande-Bretagne. Cette histoire est reprise et popularisée au XIIe siècle par Geoffroy de Monmouth dans son Historia regum Britanniae, où il attribue aussi un dragon comme emblème au roi Arthur. On retrouve encore ce motif dans l'histoire de Lludd a Llefelys.

Vortigern témoin de la lutte entre le dragon rouge et le dragon blanc.
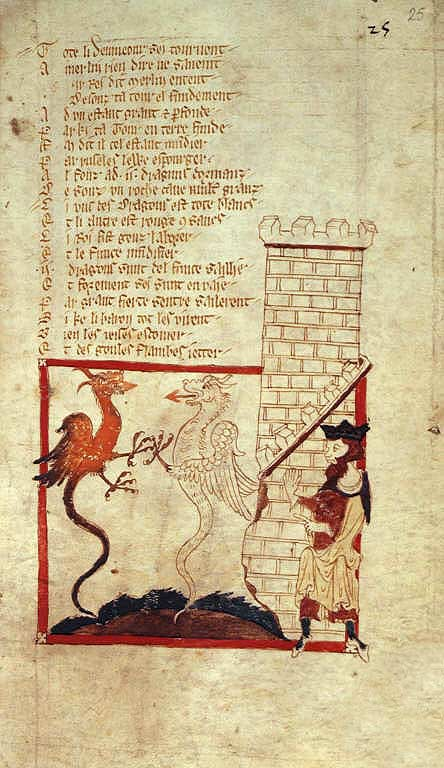
Enluminure d'une copie du Roman de Brut du XIVe siècle (BL Egerton MS 3028).
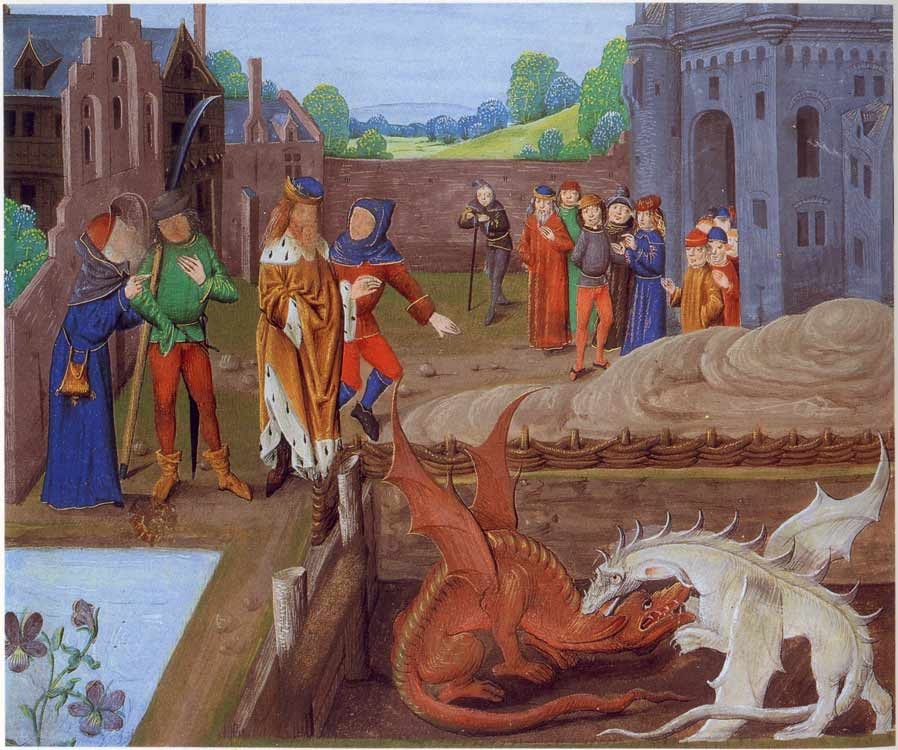
Enluminure d'une copie de la Historia regum Britanniae du XVe siècle (Lambeth Palace Library MS 6).

### Premières bannières au dragon
Le chroniqueur Adam d'Usk rapporte qu'en 1401, le rebelle gallois Owain Glyndŵr assiège le château de Caernarfon. Lors de la bataille de Tuthill, le 2 novembre, il combat sous une bannière représentant un dragon d'or sur fond blanc. Néanmoins, son emblème de prédilection est plutôt les armes aux lions des derniers princes de Galles de la maison d'Aberffraw.
Quelques décennies plus tard, les fils d'Owain Tudor introduisent des dragons rouges dans leurs armoiries. Son petit-fils Henri arbore un étendard avec un dragon rouge sur fond vert et blanc à la bataille de Bosworth, en 1485. Sa victoire permet à la maison Tudor de monter sur le trône d'Angleterre. Un dragon rouge apparaît dès lors comme support des armoiries de l'Angleterre jusqu'à l'extinction de cette dynastie, en 1603. À l'avènement de la maison Stuart, il est remplacé par une licorne.

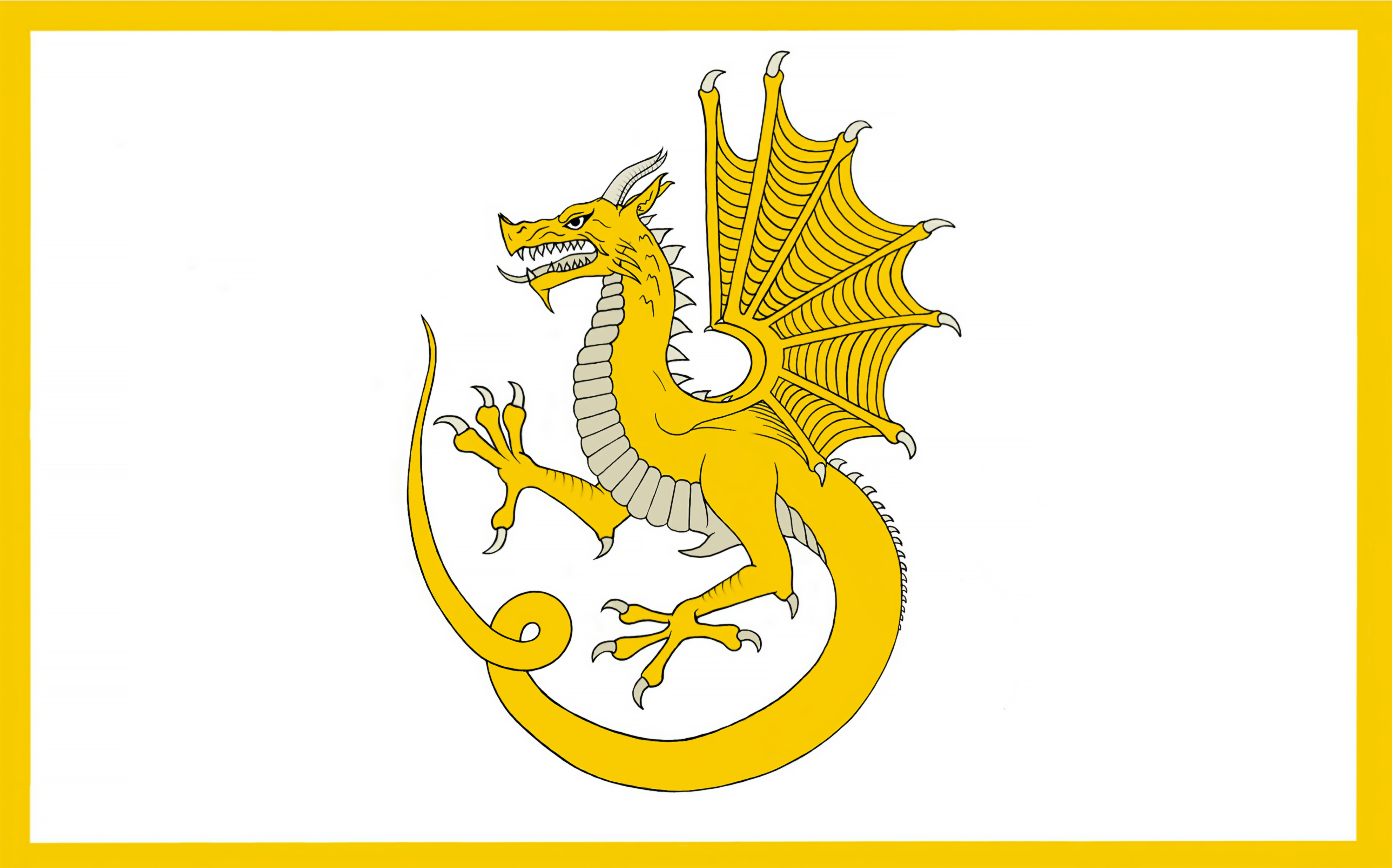
L'étendard d'Owain Glyndŵr.
L'étendard d'Henri Tudor.

### Vers le drapeau moderne
Le badge royal du pays de Galles adopté en 1807 se compose du dragon rouge passant sur un monticule vert. Il reçoit une augmentation en 1953 avec la devise « Y ddraig goch ddyry cychwyn » (« Le dragon rouge inspire l'action »), un vers d'un poème de Deio ab Ieuan Du. Ce badge, posé sur un champ blanc et vert, est utilisé comme drapeau du pays de Galles pendant quelques années. À la suggestion du Gorsedd des bardes de l'île de Bretagne, il est abandonné en 1959 au profit du drapeau actuel.

Drapeau en usage entre 1807 et 1953.
Drapeau en usage entre 1953 et 1959.

## Autres drapeaux

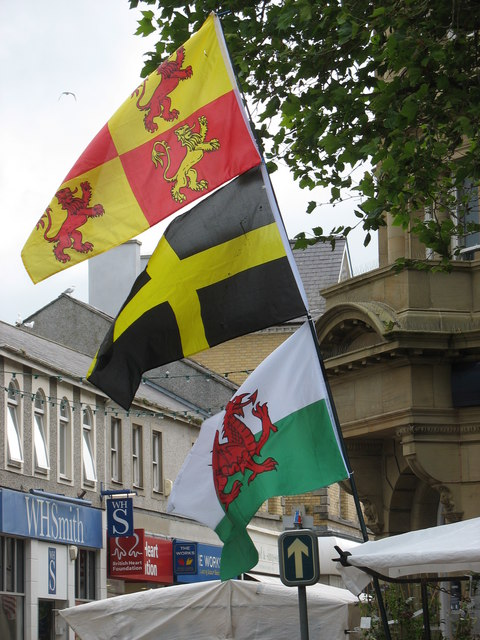
Trois drapeaux gallois à Caernarfon en 2007 : de haut en bas, la bannière aux lions d'Owain Glyndŵr, le drapeau de saint David et le dragon rouge.

Le drapeau de saint David, une croix jaune sur fond noir, est parfois utilisé en l'honneur de David de Ménevie, le saint patron du pays de Galles, notamment le 1er mars, jour de la saint-David. Il correspond en partie aux armoiries du diocèse de St Davids et ses couleurs ont été reprises par l'université du pays de Galles à Lampeter et la 38e division d'infanterie de la British Army.
L'Église au pays de Galles, branche galloise de la Communion anglicane, possède son propre drapeau : une croix bleue sur fond blanc avec un emblème celtique doré au centre. Il a été adopté en 1954.

Le drapeau de saint David.
Le drapeau de l'Église au pays de Galles.